# Henry Temple (1er vicomte Palmerston)
Pour les articles homonymes, voir Henry Temple.
Henry Temple, 1er vicomte Palmerston (c.1673 - 10 juin 1757), d'East Sheen, Surrey et Broadlands, Hampshire, est un propriétaire terrien anglo-irlandais et homme politique whig qui siège à la Chambre des communes britannique de 1727 à 1747.

## Jeunesse
Temple est le fils aîné de John Temple, président de la Chambre des communes irlandaise, et de son épouse Jane Yarner, fille de Sir Abraham Yarner, maître de Munster pour l'Irlande. Il fait ses études au Collège d'Eton d'environ 1689 à 1693 et est admis au King's College de Cambridge en 1693. Le 10 juin 1703, il épouse Anne Houblon (1683 - 13 décembre 1735), fille d'Abraham Houblon, gouverneur de la Banque d'Angleterre.

## Carrière politique
En 1715, Temple accède à un poste de co-mémorial de la cour de l'Échiquier d'Irlande, dont il a obtenu la réversion lorsqu'il est enfant en 1680. Il est créé vicomte Palmerston de Palmerston, comté de Dublin, et baron Temple de Mount Temple le 12 mars 1723. Il aide l'évêque Berkeley dans ses projets aux Antilles.
Aux élections générales britanniques de 1727, Temple est élu sans opposition comme député d'East Grinstead. Il vote avec les administrations successives tout au long de sa carrière. Aux élections générales britanniques de 1734, il est transféré à Bossiney et est réélu sans opposition en tant que député. Il est de nouveau transféré aux élections générales britanniques de 1741 à Weobley et est de nouveau élu député sans opposition. En 1740, il devient l'unique titulaire de sa place de principal mémorial de la cour de l'Échiquier irlandais et la conserve pour le reste de sa vie. Il ne s'est pas présenté aux élections générales britanniques de 1747.

## Vie privée
En 1736, Palmerston achète Broadlands à Humphrey Sydenham et commence à retravailler les jardins. Il entame la déformalisation des jardins entre la rivière et la maison et réalise la (grande terre) « descente douce vers la rivière ». Le 11 mai 1738 à St Antholin, Budge Row, il se remarie avec Isabella Fryer, veuve de Sir John Fryer, 1er baronnet, et fille de Sir Francis Gerard, 4e baronnet.
Palmerston est décédé à l'âge de 84 ans le 10 juin 1757. Il a deux enfants de sa première femme, dont aucun ne lui a survécu :
- Henry Temple, Lord Temple de Mount Temple (mort le 18 août 1740) ;
- Richard Temple (vers 1726 – 8 août 1749).

Il n'a pas d'enfants de sa seconde épouse Isabella, morte le 11 août 1762 à North End, Hammersmith. Il est remplacé par son petit-fils Henry Temple (2e vicomte Palmerston).